# Лари (котка)
Лари е бяло-кафява котка, която е назначена на длъжност Главен ловец на мишки на правителството на Обединеното Кралство в „Даунинг Стрийт“ 10 от 2011 г. Смята се че е роден през 2007 г. През Юли 2016 г., когато Тереза Мей става премиер, той има репутация, че има склонност към насилие към другите ловци на мишки, особено към котката на офиса на външните работи.

## Ранни години
Лари е осиновен от приютът на Батърсий за котки и кучета. През 2012, приютът казва че популярността на Лари кара 15% повече котки да бъдат осиновени от там.

## Кариера

### Официални задачи
Официалните задачи на Лари включват „поздравяването на гости, проверка на системите за сигурност и пробване на античните мебели за спане“.

### Работа като главен ловец
Първата убита мишка, за която се знае, е хваната на 22 април 2011 г. На 28 август същата година, Лари е видян от пресата да хваща мишка.

## Връзка с други политици
Дейвид Камерън казва че Лари е „нервен около хора“, като спекулира че, тъй като Лари е от приют, това може да е от предишни негативни изживявания.
Изключение от това правило е Барак Обама, с който Лари лесно се сприятелява.

## Критика
Лари бива критикуван заради нервите си, както и за факта че не хваща достатъчно мишки.